# Tommaso Minardi
Pour les articles homonymes, voir Minardi (homonymie).
Tommaso Minardi (Faenza, 4 décembre 1787 - Rome, 12 janvier 1871) est un peintre italien cosignataire et principal représentant à Rome du purisme italien, mouvement romantique inspiré par le Trecento et le Quattrocento, né dans le sillage du mouvement nazaréen allemand.
Ferdinando Cicconi, Antonio Boldini et Gaspare Sensi ont été de ses élèves.

## Biographie
Tommaso Minardi étudia l'art, et le dessin en particulier, à l'école privée de Giuseppe Zauli. En 1803 il alla à Rome pour faire des études artistiques, grâce à une bourse, d'une durée de cinq ans, accordée par la Compagnie Saint-Grégoire ; pour donner la preuve de ses progrès, il était tenu chaque année d'envoyer à Faenza une de ses œuvres. En 1810 il fut vainqueur dans un concours institué par l'Académie des Beaux-Arts de Bologne, ce qui lui assura un séjour de trois ans à Rome, où il devait travailler tout le temps de son existence, étant en relation avec les personnages les plus en vue de la vie artistique et politique de la ville.
Il se forma dans l'ambiance du néoclassicisme romain, fréquentant Felice Giani et Vincenzo Camuccini, mais ne sacrifia pas complètement au formalisme et à la théâtralité alors en vogue. Il ne peignit pas beaucoup, mais en revanche multiplia les dessins où il faisait preuve d'une adresse singulière, privilégiant les thèmes littéraires et historiques.
Son activité d'enseignant fut très importante : de 1819 à 1822 il fut directeur de l'Académie des Beaux-Arts de Pérouse, de 1821 à 1858 professeur de dessin à l'Accademia di San Luca à Rome.
En 1842 fut publiée l'affiche officielle du mouvement Del purismo nelle arti du purisme italien rédigé par Bianchini et cosigné par Tommaso Minardi, par le sculpteur romain Pietro Tenerani et par Friederich Overbeck, l'un des fondateurs du mouvement nazaréen. Il rencontra, à cette occasion, le peintre et collectionneur d'art Fortunato Duranti.
Outre son enseignement, Minardi assuma des charges publiques dans le domaine de la protection et de la restauration de l'immense patrimoine artistique public et privé de la ville. Avec le temps il vit se renforcer son autorité : les charges publiques se firent toujours plus fréquentes, renforçant ainsi sa position d'artiste officiel du gouvernement pontifical. Ininterrompue fut son activité de maître de plusieurs générations d'artistes de toute provenance.
Pour les études sur Minardi les experts disposent de fonds bien connus conservés dans les bibliothèques de Faenza et de Forlì, contenant des projets, des carnets et des lettres.
Des œuvres de Tommaso Minardi sont conservées dans les galeries d'art de Faenza, de Florence et de Rome, et dans la collection d'art de la Caisse d'Épargne de Forlì.

## Sources
- (it) Cet article est partiellement ou en totalité issu de l’article de Wikipédia en italien intitulé « Tommaso Minardi » (voir la liste des auteurs).
- Notices d'autorité :   - VIAF
  - ISNI
  - BnF (données)
  - IdRef
  - LCCN
  - GND
  - Italie
  - Pays-Bas
  - Pologne
  - Israël
  - NUKAT
  - Vatican
  - WorldCat